# Saint-Victor-et-Melvieu
Saint-Victor-et-Melvieu település Franciaországban, Aveyron megyében. Lakosainak száma 313 fő (2022. január 1.). Saint-Victor-et-Melvieu Ayssènes, Les Costes-Gozon, Saint-Rome-de-Tarn, Le Truel és Viala-du-Tarn községekkel határos.

## Népesség
A település népessége az elmúlt években az alábbi módon változott:
| Lakosok száma | 367  | 305  | 299  | 364  | 384  | 374  | 365  | 336  | 322  | 313  |
|               | 1968 | 1982 | 1990 | 2006 | 2013 | 2015 | 2017 | 2019 | 2020 | 2022 |